# Rod Marsh
Pour les articles homonymes, voir Rod Marsh (homonymie) et Marsh.
Rodney William Marsh (né le 4 novembre 1947 et mort le 4 mars 2022), communément appelé Rod Marsh et parfois surnommé Iron Gloves ou Bacchus, est un ancien joueur de cricket australien. Il a disputé son premier test pour l'équipe d'Australie en 1970 et a participé au premier One-day International de l'histoire du cricket, en 1971.
Il est considéré comme étant le premier grand gardien de guichet australien à être également un batteur doué. Au moment de sa retraite, il était l'international australien le plus capé en test cricket.

## Équipes
- Australie-Occidentale

## Honneurs
- Un des Wisden Cricketers of the Year de l'année 1982.
- Membre de l'Australian Cricket Hall of Fame depuis 2005.
- Membre de l'ICC Cricket Hall of Fame depuis 2009 (membre inaugural)[2].

## Sélections
- 96 sélections en test cricket de 1970 à 1984
- 92 sélections en ODI de 1971 à 1984